# Can Carreres (Calella)
Can Carreres – miejscowość w Hiszpanii, w Katalonii, w prowincji Barcelona, w comarce Maresme, w gminie Calella.
Według danych INE z 2005 roku miejscowość zamieszkiwały 42 osoby.